# Maciej Grabowski (ekonomista)
Maciej Hipolit Grabowski (ur. 13 sierpnia 1959 w Gdańsku) – polski ekonomista i urzędnik państwowy, doktor nauk ekonomicznych. W latach 2008–2013 podsekretarz stanu w Ministerstwie Finansów, w latach 2013–2015 minister środowiska.

## Życiorys
Absolwent Wydziału Ekonomiki Transportu Uniwersytetu Gdańskiego. W 1997 uzyskał stopień naukowy doktora nauk ekonomicznych w oparciu o rozprawę zatytułowaną Transformacja gospodarki a rozwój małych i średnich przedsiębiorstw w Polsce na tle Węgier i Czechosłowacji. Ponadto ukończył studia na Wydziale Nawigacyjnym Wyższej Szkoły Morskiej. W latach 80. podjął pracę w Polskich Liniach Oceanicznych jako oficer pokładowy.
Pracował w Instytucie Badań nad Gospodarką Rynkową, w którym pełnił funkcję wiceprezesa. W latach 1994–2000 był wykładowcą Uniwersytetu Gdańskiego. Działał w Polskim Forum Strategii Lizbońskiej oraz Polskim Forum Obywatelskim. Uczestniczył w pracach nad przygotowaniem Strategii Rozwoju Kraju 2007–2015.
W marcu 2008 został członkiem Zespołu Doradców Strategicznych przy prezesie Rady Ministrów. 13 listopada tego samego roku został powołany na podsekretarza stanu w Ministerstwie Finansów, a 29 kwietnia 2013 został dodatkowo głównym rzecznikiem dyscypliny finansów publicznych. Z obydwu stanowisk odwołano go 27 listopada 2013. Między kwietniem a sierpniem 2011 oraz od września 2011 do marca 2012 był członkiem Komisji Nadzoru Finansowego jako przedstawiciel ministra właściwego do spraw instytucji finansowych.
20 listopada 2013 premier Donald Tusk ogłosił jego nominację na stanowisko ministra środowiska. Urząd ten objął 27 listopada 2013 na skutek powołania go przez prezydenta RP Bronisława Komorowskiego. 22 września 2014 objął to samo stanowisko w rządzie Ewy Kopacz. W wyborach parlamentarnych w 2015 z listy Platformy Obywatelskiej bez powodzenia kandydował do Sejmu w okręgu wyborczym nr 25. 16 listopada 2015 zakończył pełnienie funkcji ministra. W wyborach prezydenckich w 2020 był doradcą kandydata niezależnego Szymona Hołowni ds. środowiska.
W 2016 objął funkcję prezesa fundacji Centrum Myśli Strategicznych.

## Życie prywatne
Syn Andrzeja Grabowskiego i Katarzyny Milewskiej. Wnuk sędziego Stefana Grabowskiego.
W 1994 ożenił się z urodzoną w USA Marthą Anną Sickles. W 2002 zawarł związek małżeński z Anną Dreger (zm. w 2019). Ma dwoje dzieci – syna Michała (ur. 1996) i córkę Helenę (ur. 2000).